# Abraxas leucoloepa
Abraxas leucoloepa är en fjärilsart som beskrevs av Louis Beethoven Prout 1928. Abraxas leucoloepa ingår i släktet Abraxas och familjen mätare. Inga underarter finns listade i Catalogue of Life.